# Bad Wildbad
Bad Wildbad (Voor 1990: Wildbad im Schwarzwald) is een plaats in de Duitse deelstaat Baden-Württemberg, gelegen in het Landkreis Calw. De stad telt 10.386 inwoners.

## Geografie
Bad Wildbad heeft een oppervlakte van 105,26 km² en ligt in het zuidwesten van Duitsland. Bad Wildbad grenst aan de buurgemeenten Dobel, Enzklösterle, Gernsbach, Höfen an der Enz, Neuweiler, Oberreichenbach, Schömberg en Simmersfeld.

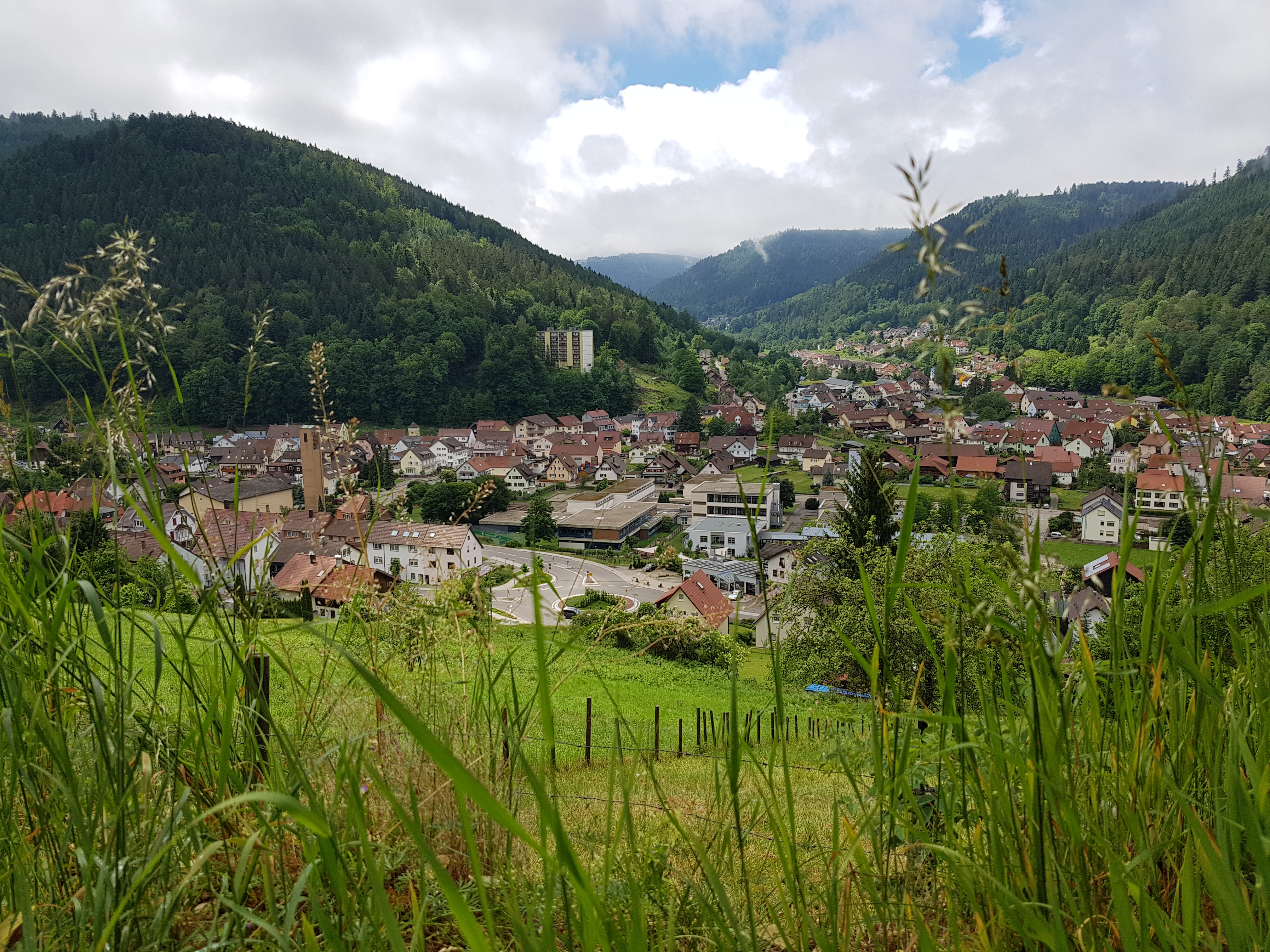
Bad Wildbad - Calmbach

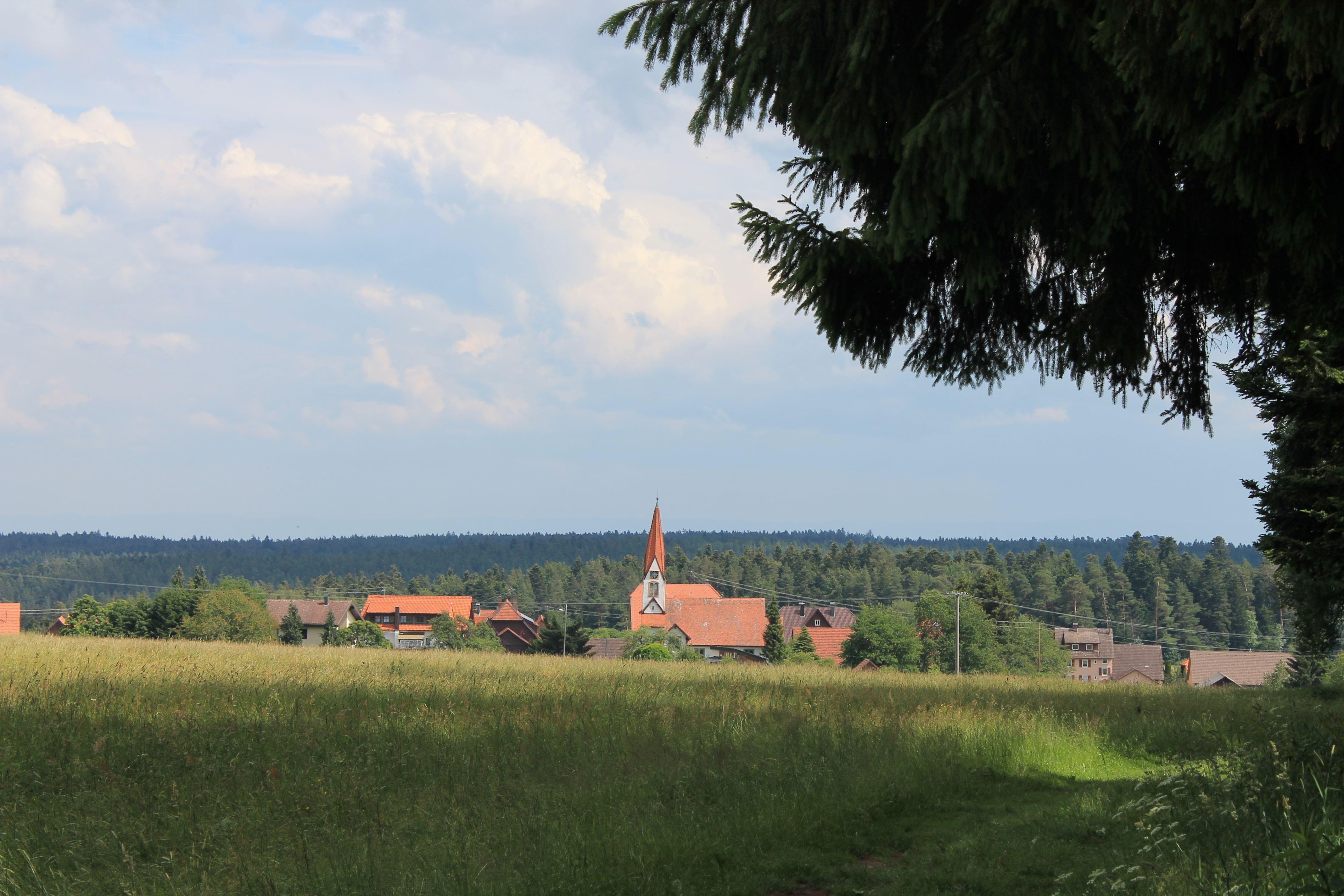
Bad Wildbad - Aichelberg

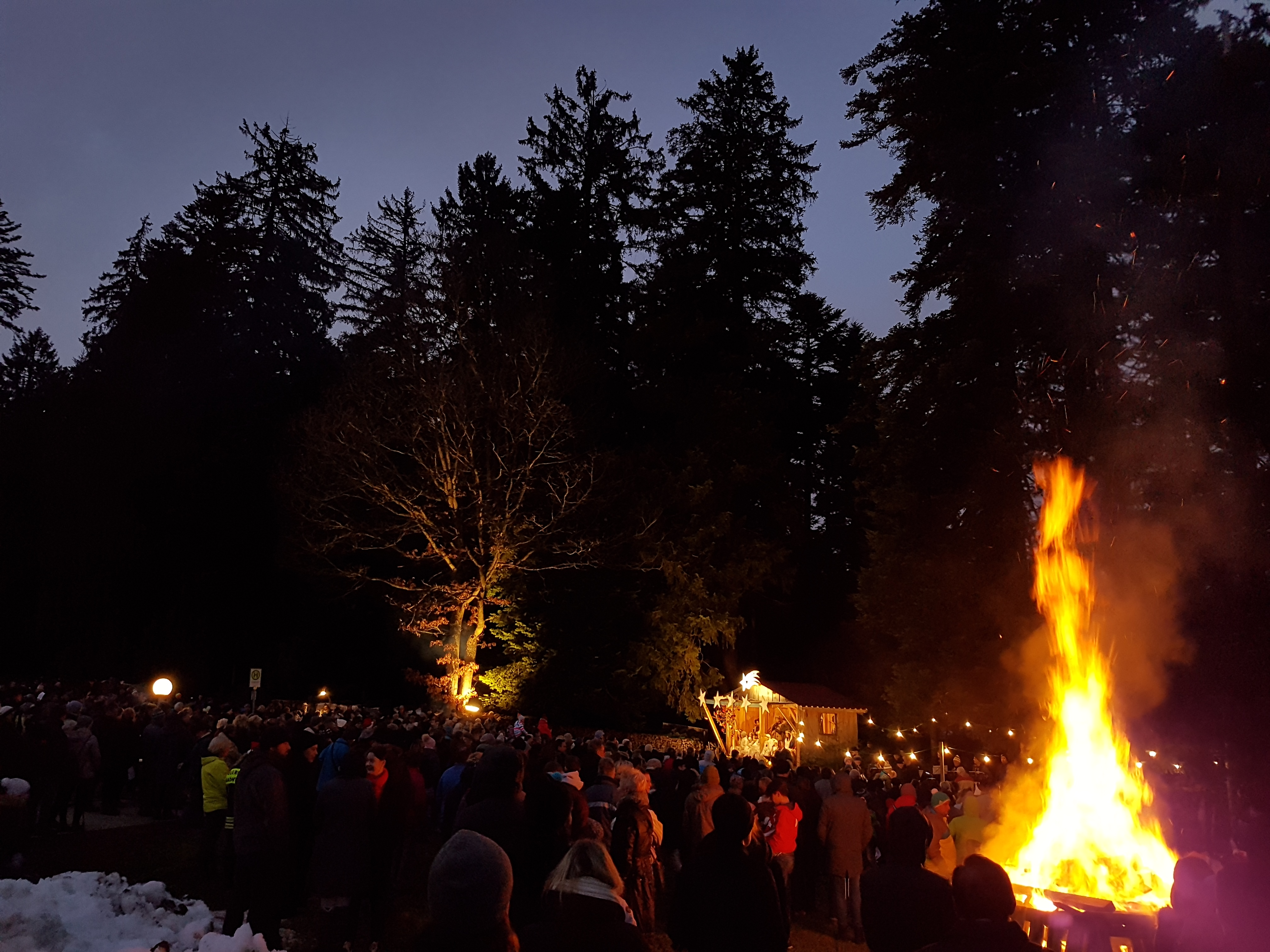
Kerstmis Bad Wildbad-Aichelberg, 24.12.

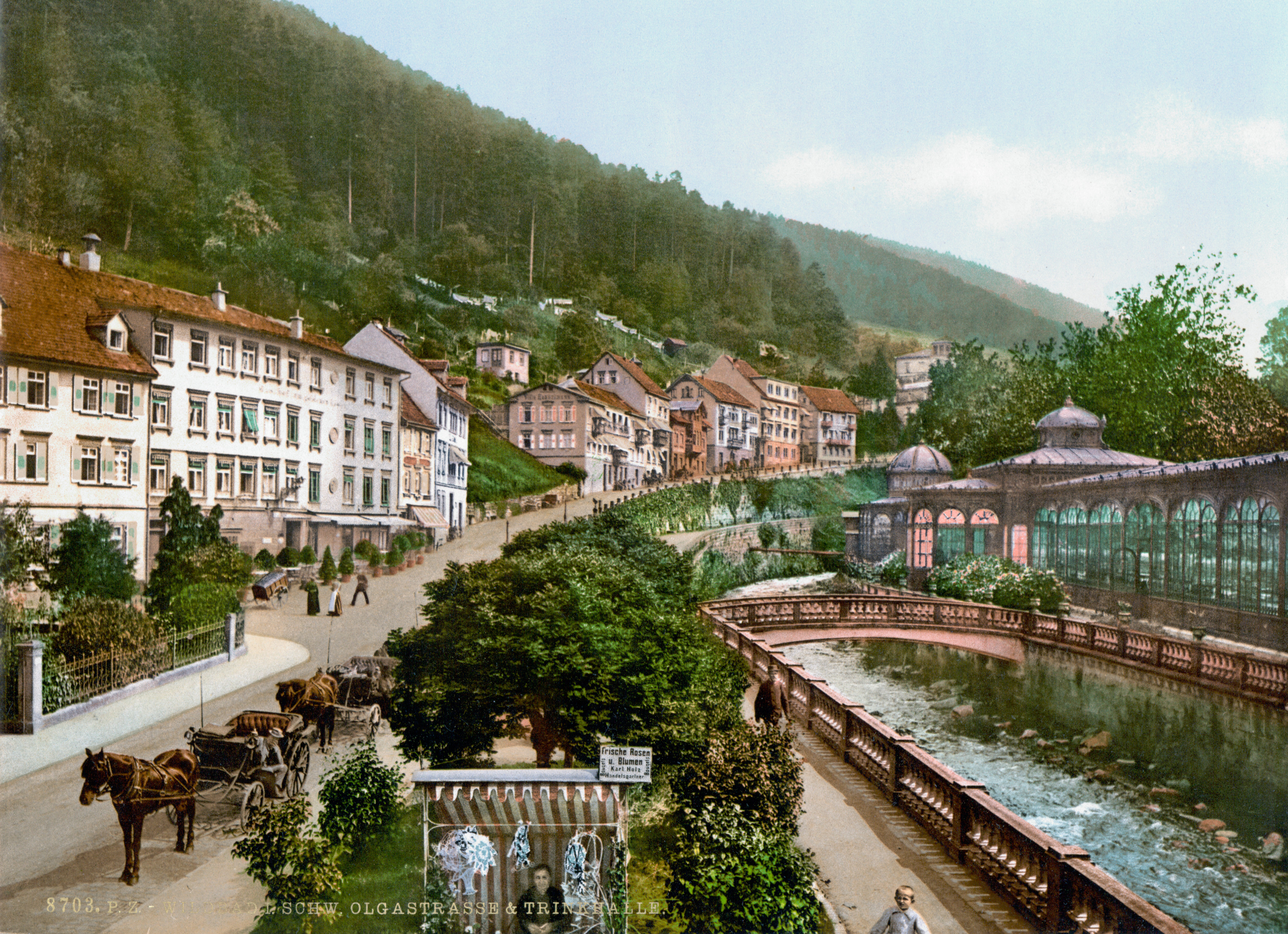
De Olgastrasse in Bad Wildbad rond 1900

Bad Wildbad heeft 6 ortsteilen.
Altensteig ·
Althengstett ·
Bad Herrenalb ·
Bad Liebenzell ·
Bad Teinach-Zavelstein ·
Bad Wildbad ·
Calw ·
Dobel ·
Ebhausen ·
Egenhausen ·
Enzklösterle ·
Gechingen ·
Haiterbach ·
Höfen an der Enz ·
Nagold ·
Neubulach ·
Neuweiler ·
Oberreichenbach ·
Ostelsheim ·
Rohrdorf ·
Schömberg ·
Simmersfeld ·
Simmozheim ·
Unterreichenbach ·
Wildberg